# Campoplex nigricinctus
Campoplex nigricinctus là một loài tò vò trong họ Ichneumonidae.